# Championnats d'Europe de triathlon 1986
Navigation
Édition précédente Édition suivante
Les championnats d'Europe de triathlon 1986 sont la deuxième édition des championnats d'Europe de triathlon, une compétition internationale de triathlon sous l'égide de la fédération européenne de ce sport. L'épreuve est constituée de 1 500 mètres de natation, 40 kilomètres de vélo puis 10 kilomètres de course à pied.
Cette édition se tient dans la ville britannique de Milton Keynes et elle est remportée par le Néerlandais Rob Barel chez les hommes et par la Belge Lieve Paulus chez les femmes.

## Palmarès

### Hommes
| Rang               | Triathlète    | Temps           |
| ------------------ | ------------- | --------------- |
| Médaille d'or      | Rob Barel     | 1 h 59 min 50 s |
| Médaille d'argent  | Jürgen Zäck   | 2 h 0 min 10 s  |
| Médaille de bronze | Jorg Hoffmann | 2 h 0 min 40 s  |

### Femmes
| Rang               | Triathlète      | Temps           |
| ------------------ | --------------- | --------------- |
| Médaille d'or      | Lieve Paulus    | 2 h 17 min 10 s |
| Médaille d'argent  | Sarah Springman | 2 h 18 min 40 s |
| Médaille de bronze | Sarah Coope     | 2 h 21 min 50 s |